# Lydia Abellová
Lydia Abellová (13. června 1872, Newcastle – 21. července 1959, Gordon) byla australská civilní a vojenská zdravotní sestra. Sloužila během první světové války a za svou odvahu během evakuace polní stanice první pomoci obdržela Královský červený kříž (Royal Red Cross).

## Mládí
Abellová se narodila 13. června 1872 v Newcastlu v Novém Jižní Walesu Elijahu Abellovi a jeho ženě Margaret, rozené Brownové, a vyrůstala na předměstí Wallsend.

## Kariéra
Patřila k zakládajícím členkám Svazu australských kvalifikovaných zdravotních sester (Australasian Trained Nurses Association). Studovala v nemocnici v Newcastlu (Newcastle Hospital), kde studia dokončila v roce 1898. Poté začala v nemocnici pracovat. Před válkou působila jako osobní zdravotní sestra Thomase Cooka z Turanville, známého chovatele dobytka.

### První světová válka
Do Evropy odjela na vlastní pěst a vylodila se zde 18. září 1915. Dne 1. listopadu 1915 přijela do Tilbury. Dobrovolně vstoupila do služby a byla přiřazena ke Queen Alexandra's Imperial Military Nursing Service Reserve. Byla poslána do vojenské nemocnice v Talence v jihozápadní Francii nedaleko Bordeaux. Později se přesunula k 32. stacionární nemocnici na severu Francie u Boulogne-sur-Helpe. Později pracovala v nemocnici na jednom z kanálů, která byla často pod nepřátelskou palbou. Proto se přesunula k 14. všeobecné stacionární nemocnici v Boulogne a znovu byla převelena do polní stanice první pomoci v zóně ohrožené nepřítelem.
Přes hrůzy, které během války viděla, Abellová v rozhovoru pro noviny Sydney Morning Herald dne 17. července 1917 řekla: „Jak moc ráda bych se vrátila domů, tak moc si nepřeji opustit tyto chlapce a svou práci.“ Propuštěna ze služby byla v dubnu 1919 a 25. září 1919 se vrátila do Austrálie.

### Uznání

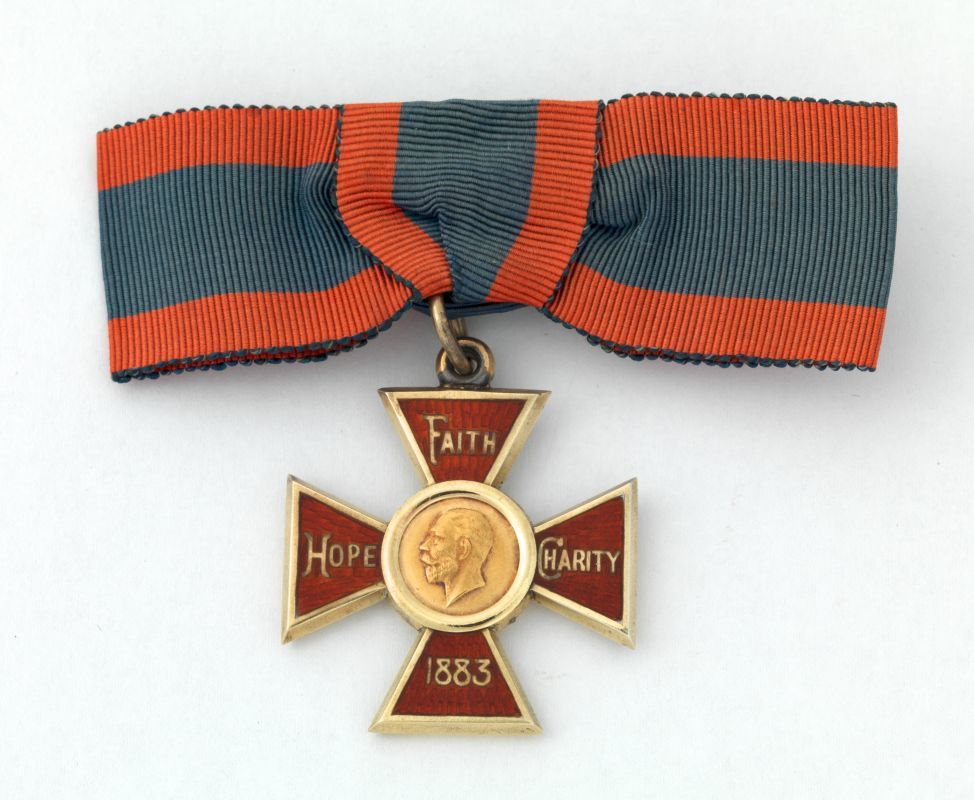
Královský červený kříž

Během své služby na polní stanici první pomoci se zapojila do urychleného přesunu nemocnice, která se v té době nacházela v těsné blízkosti přední linie poté, co byla spojenecká vojska zatlačena Němci. Personál nemocnice dostal méně než půl hodiny na sbalení tolik vybavení kolik bylo možné, a opustit i se zraněnými oblast. Nemocnice v té oblasti byly záměrně bombardovány německým letadlem. Abellové se podařilo obnovit stanici v bezpečnějším kvadrantu. Za tyto činy ji byl udělen Královský červený kříž (Royal Red Cross), jež jí byl předán v Buckinghamském paláci dne 15. května 1919 králem Jiřím V.

## Konec života
Nikdy se neprovdala a zemřela 21. července 1959 v Lady Gowrie Home v Gordonu v Novém Jižním Walesu ve věku 87 let.